# Île Chalky
L’île Chalky (anglais : Chalky Island), est une petite île inhabitée de Nouvelle-Zélande, d'une superficie de 514 ha. Elle est située au large du sud de l'île du Sud dans la mer de Tasman. Elle fait entièrement partie du parc national de Fiordland.
Tous les prédateurs introduits ont été éradiqués par le New Zealand Department of Conservation. L'île était utilisé jusqu'en 2005 comme sanctuaire pour le kakapo.